# Munkebo
Munkebo is een plaats en voormalige gemeente in de Deense regio Zuid-Denemarken, gemeente Kerteminde. De plaats telt 5480 inwoners (2008).
De oppervlakte van de gemeente bedroeg 19,28 km². In 2007 ging de gemeente op in gemeente Kerteminde.